# 松野孝一郎
松野 孝一郎（まつの こういちろう、英: Koichiro Matsuno、1940年3月14日 - 、ニックネームは"江夏"）は、長岡技術科学大学名誉教授。観測理論である内部観測の発見者である。
北海道出身。東京大学工学部卒。日本電気中央研究所、東洋大学工学部助教授、長岡技術科学大学助教授、教授。2005年定年退官、名誉教授。

## 著書
- 『プロトバイオロジー 生物学の物理的基礎（訳著）』東京図書、1991年。
- 『内部観測とは何か』青土社、2000年。
- 『来たるべき内部観測 一人称の時間から生命の歴史へ』講談社選書メチエ 2016

### 共著
- 池田研介、津田一郎共著『カオス』青土社〈複雑系の科学と現代思想〉、1997年。
- 佐々木正人、三嶋博之共著『アフォーダンス』青土社〈複雑系の科学と現代思想〉、1997年。
- 郡司ペギオー幸夫、オットー・E.レスラー共著『内部観測 複雑系の科学と現代思想』青土社、1997年。

### 翻訳
- H.E.スタンリー『相転移と臨界現象』東京図書、1974年。
- シドニー・フォックス『生命の出現と分子選択』東京図書、1989年。
- ジェスパー・ホフマイヤー 著、高原美規共 訳『生命記号論 宇宙の意味と表象』青土社、1999年。
- アントニオ・リマ=デ=ファリア 著、土明文 訳『生物への周期律 : 自然界のリズムと進化』監修、工作舎、2010年。

## 論文
- <松野孝一郎